# Американци
Американци (енгл. Americans) су становници САД. Броје укупно 333 милиона становника, говоре следећим језицима: енглески, шпански, француски, немачки, италијански, кинески, филипински, али највише енглеским. Главна религија Американаца укључује протестантизам, али заступљени су и католицизам, јудаизам као и атеизам.
Сједињене Америчке Државе се представљају као земља великих могућности (обећана земља). У већини градова САД-a, на простору од свега неколико улица, може се запазити кинеска четврт, италијанска, а затим подручја у којима доминира хиспано, афро-америчка или корејска популација.